# Po feng
Po feng é um filme de drama hong-konguês de 2015 dirigido e escrito por Dante Lam. Foi selecionado como representante de Hong Kong à edição do Oscar 2016, organizada pela Academia de Artes e Ciências Cinematográficas.

## Elenco
- Eddie Peng
- Shawn Dou
- Choi Siwon
- Wang Luodan
- Carlos Chan
- Nana Ou-Yang
- Andrew Lin